# 288960 Steponasdarius
288960 Steponasdarius è un asteroide della fascia principale esterna. Scoperto nel 2004, presenta un'orbita caratterizzata da un semiasse maggiore pari a 3,040895 UA e da un'eccentricità di 0,087542, inclinata di 9,033070° rispetto all'eclittica.
Fa parte della famiglia di asteroidi Eos.
L'asteroide è dedicato a Steponas Darius, un pilota statunitense d'origine lituana. 